# 亞希莫夫

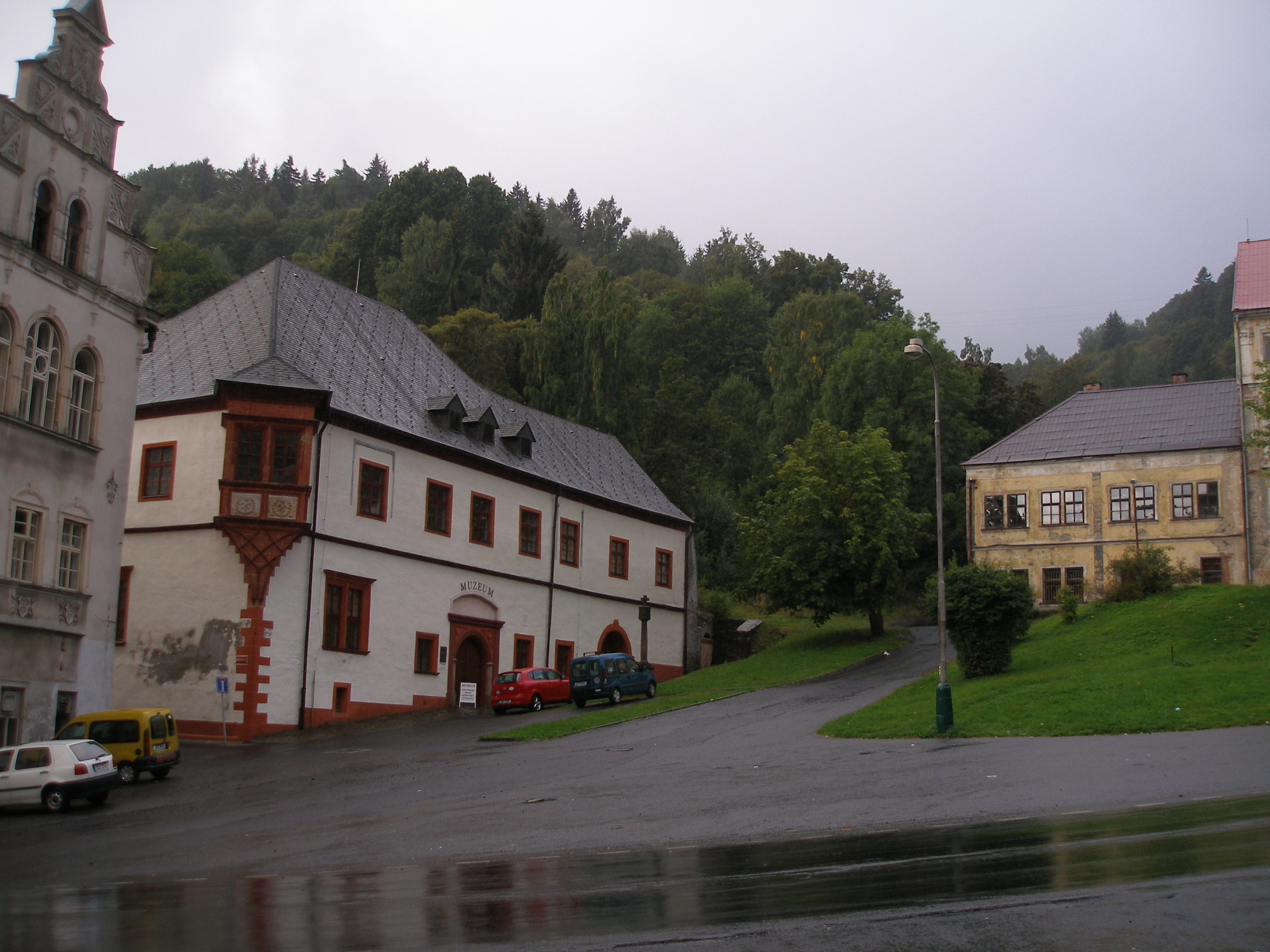

亞希莫夫（捷克语：Jáchymov；德语：Sankt Joachimsthal 或 Joachimsthal）是捷克的城鎮，位於該國西北部，距離博日達爾7公里，由卡羅維發利州負責管轄，面積51.11平方公里，海拔高度672米，2006年人口共 3,481。
附近有鈾礦。在共產時期當局強迫政治犯在缺乏保護裝備下於那裡的鈾礦工作。現時鈾礦已停止開採，但從鈾礦流出的放射性水仍為當地一間名為「鐳宮」的放射性水療渡假村利用。
16世紀，在當地製造的銀幣，被德國人以當地地名稱為“若亞敬塔勒”（Joachimsthaler），簡稱塔勒，後來演變成英文中的 "dollar" 一詞。

## 外部連結
- （捷克文） Municipal website （页面存档备份，存于）
- （捷克文） Historical photographs （页面存档备份，存于）
- Historical photographs (portions in English) （页面存档备份，存于）